# Aspidosperma marcgravianum
Aspidosperma marcgravianum är en oleanderväxtart som beskrevs av Robert Everard Woodson. Aspidosperma marcgravianum ingår i släktet Aspidosperma och familjen oleanderväxter. Inga underarter finns listade i Catalogue of Life.